# Halcurias macmurrichi
Espèce
Halcurias macmurrichi est une espèce de la famille des Halcuriidae.

## Systématique
Le nom valide de ce taxon est Halcurias macmurrichi Uchida (d), 2004. Pour le WoRMS ce taxon est un nomen dubium du genre Halcurias.